# Хималајска мачка
Хималајска мачка (Колорпоинт персијанер) је раса домаће мачке, дугачке длаке, плавих очију и колорпоинтом сличним као код сијамских мачака. Хималајска мачка је термин који се употребљава у Америци, док је у Европи у употребљава и назив Колор поинт персијска мачка (персијска мачка са обележјима у боји).